# Margit Slachta
Margit Slachta (sau Schlachta, n. 18 septembrie 1884, Kassa, Austro-Ungaria – d. 6 ianuarie 1974, Buffalo, New York, SUA) a fost o activistă maghiară. În 1920 ea a fost prima femeie aleasă în Dieta Ungariei, iar în 1923 a fondat un institut romano-catolic religios destinat femeilor.

## Biografie
S-a născut în Kassa, Ungaria, în 1884. De la o vârstă fragedă Margit și părinții ei au plecat să trăiască în Statele Unite ale Americii pentru o scurtă perioadă. La întoarcerea lor în Ungaria, Margit a fost instruită la o școală catolică din Budapesta, ca profesoară de franceză și de limba germană.
Ca susținătoare a drepturilor omului a fondat „Uniunea Femeilor Catolice”, o organizație al cărei scop era promovarea femeii în societatea maghiară. În 1920 Margit Slachta a fost prima femeie care a fost aleasă în Parlamentul din Budapesta.
În 1908 s-a alăturat unei comunități religioase, „Societatea Misiunii Sociale”. În 1923 a fondat organizația „Societatea Surorilor Sociale”. Această organizație a devenit bine cunoscută în întreaga Ungarie pentru asistență medicală, moașe și servicii de orfelinat. Comunitatea a deschis școli profesionale de asistență socială în Budapesta și Cluj. Unii studenți s-au alăturat comunității religioase.
Primele legi anti-evreiești au fost adoptate în Ungaria în anul 1938. Slachta a publicat în ziarul „Vocea Spiritului” articole în care a criticat legile respective. În 1943 guvernul i-a suprimat ziarul, dar Slachta a continuat să-l publice clandestin. Ordinul ei de călugărițe a continuat să se implice în salvarea evreilor, iar sora Sára Salkaházi a fost împușcată din acest motiv.
Margit Slachta a revenit în Parlament după alegerile din 1945. Cu toate acestea, ea a demisionat din partid în ianuarie 1946, rămânând ca independentă.

## Legături externe
- hu  Biografie